# Joplin Challenger
Il Joplin Challenger è stato un torneo professionistico di tennis giocato su campi in cemento indoor. Faceva parte dell'ATP Challenger Series. Si giocava annualmente a Joplin negli Stati Uniti.

## Albo d'oro

### Singolare
| Anno | Campione          | Finalista         | Punteggio     |
| ---- | ----------------- | ----------------- | ------------- |
| 2002 | Jack Brasington   | Kevin Kim         | 6–3, 1–6, 6–3 |
| 2003 | Bob Bryan         | Kevin Kim         | 4–6, 7–5, 6–2 |
| 2004 | Lu Yen-hsun       | Glenn Weiner      | 6–4, 6–2      |
| 2005 | Frédéric Niemeyer | Łukasz Kubot      | 4–6, 6–2, 6–3 |
| 2006 | Jesse Witten      | Benjamin Becker   | 6–3, 7–6(6)   |
| 2007 | Michael Russell   | Frédéric Niemeyer | 6–4, 6–1      |

### Doppio
| Anno | Campioni                         | Finalisti                       | Punteggio     |
| ---- | -------------------------------- | ------------------------------- | ------------- |
| 2002 | Justin Gimelstob Scott Humphries | Paul Rosner Glenn Weiner        | 6–4, 7–6(3)   |
| 2003 | Martín García Graydon Oliver     | Diego Ayala Brandon Coupe       | 6–1, 6–4      |
| 2004 | Lu Yen-hsun Bruno Soares         | Brian Baker Rajeev Ram          | 3–6, 6–1, 6–1 |
| 2005 | Rik De Voest Łukasz Kubot        | Nicholas Monroe Jeremy Wurtzman | 7–6(4), 6–4   |
| 2006 | Henry Adjei-Darko Lesley Joseph  | Benjamin Becker Simon Greul     | 6–3, 7–6(3)   |
| 2007 | Patrick Briaud Donald Young      | Goran Dragicevic Mirko Pehar    | 6–4, 6–4      |